# فهلیان (رود)
رودخانه فهلیان نام یکی از رودخانه‌های( استان فارس) است.
مطالعات

## جغرافیا
رودخانهٔ فهلیان رودخانه‌ای خروشان و دائمی و مهم‌ترین رودخانهٔ شهرستان ممسنی است. این رود از کوه‌های شهرستان سپیدان و منطقهٔ دشمن‌زیاری و جاوید شهرستان ممسنی سرچشمه می‌گیرد و در مسیر خود، آب رودخانه‌های شش‌پیر و رودشیر نیز به آن می پیوندد. این رود پس از خروج از شهرستان‌های ممسنی و رستم، به رودخانهٔ تنگ‌شیو رستم می‌پیوندد و با نام رودخانه زهره، به خلیج فارس می‌ریزد.
بر روی این رودخانه در ورود به شهرستان گچساران در استان( کهگیلویه و بویراحمد) سدی بزرگ به‌نام چَم‌شیر در حال احداث است.

## کارزار تامین اعتبار و شروع مجدد فعالیت سد پارسیان رودخانه فهلیان
برای تامین اعتبار و شروع مجدد فعالیت این سد کارزاری تشکیل شده است و کسانی که تمایل دارند کارزار را امضا نمایند می توانند از طریق مرورگرها عنوان کارزار سد پارسیان ممسنی را جستجو و امضا نمایند.